# Квантовый вихрь
Квантовый вихрь (англ. quantum vortex) — топологический дефект, который проявляется в сверхтекучей жидкости и сверхпроводниках. Квантование циркуляции скорости в сверхпроводящих жидкостях отличается[чем?] от квантования в сверхпроводниках, но сохраняется ключевое подобие, которое состоит в топологичности дефектов, а также в том, что они квантуются.
На оси квантового вихря отсутствует сверхтекучесть и сверхпроводимость. В сверхтекучей жидкости квантовый вихрь переносит угловой момент, что позволяет ей вращаться; в сверхпроводниках вихрь переносит магнитный поток (см. вихри Абрикосова).

## История
Двухжидкостные уравнения Ландау, которые описывают динамику гелия-4, не совпадают с классическими уравнениями Эйлера. А это означает, что двухжидкостная теория не вытекает из законов Ньютона. Таким образом, для понимания свойств He II на микроскопическом или молекулярном уровне необходимо использовать квантовую теорию. В пользу этого также говорит и тот факт, что при таких низких температурах длина волны де Бройля
{\displaystyle \lambda _{T}={\frac {h}{\sqrt {mk_{B}T}}}}
({\displaystyle h} — Постоянная Планка, {\displaystyle m} — масса атома гелия, {\displaystyle k_{B}} — постоянная Больцмана) атома гелия, движущегося с тепловой скоростью, становится величиной одного порядка с межатомными расстояниями. Поэтому здесь кардинальную роль играет то, что атомы гелия-4 удовлетворяют статистике Бозе-Эйнштейна, а для понимания микроскопического поведения He II необходимо использовать первичные принципы квантовой теории. По этой причине He II называют квантовой жидкостью.
Но двухжидкостные уравнения Ландау, которые составляют фундамент описания и объяснения свойств He II, не содержат постоянной Планка, и в этом смысле они также принадлежат к классике, как и уравнения Эйлера.
Состояние проблемы с He II кардинально изменилось в 1948 году, после ключевой работы Онсагера. Ричард Фейнман и независимо Алексей Абрикосов в 1955 году также пришли к аналогичному результату. Они выдвинули предположение, что квант действия непосредственно должен входить в макроскопическую двухжидкостную теорию Ландау с помощью введения условия квантования циркуляции скорости сверхтекучей компоненты:
{\displaystyle \int _{L}^{}\mathbf {v_{s}} \,d\mathbf {l} =n{\frac {h}{m}},}
где {\displaystyle n} — целое. Отсюда вытекает, что вихри сверхтекучей компоненты квантуются.
Следует отметить, что квантование циркуляции скорости похоже на условия квантования Бора-Зоммерфельда в ранней квантовой теории. Последнее условие означает, что адиабатические инварианты классического (детерминированного) движения должны соответствовать дискретному набору состояний, то есть:
{\displaystyle \int _{L_{q}}^{}\mathbf {p} \,d\mathbf {q} =nh,}
где {\displaystyle \mathbf {p} } и {\displaystyle \mathbf {q} } — каноничные координаты, а интеграл берется по периоду движения.
Эти квантовые условия не выводятся из какой-то теории, а постулируются. Единственным критерием их справедливости является эксперимент.

## Экспериментальная проверка
В 1961 году Вайнен получил первое экспериментальное подтверждения того, что циркуляция сверхтекучей компоненты квантована. Позднее это было подтверждено фундаментальными экспериментами Рейфилда и Рейфа.
Вихревые нити, создающиеся в сверхтекучей компоненте, играют фундаментальную роль в поведении He II, поскольку через них в макроскопическую динамику непосредственно входит постоянная Планка. Пионерскую работу Вайнена по наблюдению этого макроскопического квантового эффекта повторили в более расширенном варианте Уитмор и Циммерман, которые модернизировали первичную методику эксперимента. На практике проводилось измерение отношения плотности нормальной и сверхтекучей компонент He II, путём измерения наведённой электродвижущей силы на измерительном контуре. В результате было выявлено, что отношения плотностей в большинстве случаев есть квантованная величина, а те состояния, где квантование отсутствует — нестабильны.
Экспериментально обнаружено, что формирование квантовых вихрей на частицах,  погруженных в сверхтекучий гелий, приводит к активному броуновскому движению таких частиц с ускорением их диффузии в миллионы раз в сравнении с тем, что дает классическая формула Эйнштейна .
В 2024 году физики впервые провели наблюдение квантовых вихрей в сверхтекучем твёрдом теле.